# أكسيد الإيثيلين
أكسيد الإيثيلين مركب عضوي له أهمية بالغة في الصناعة كمنتج وسطي أثتاء إنتاج الإيثيلين غليكول ومواد كيميائية أخرى. وهو أبسط مثال للإبوكسيد.

## التاريخ
اكتشف أكسيد الإيثيلين من قبل العالم الفرنسي تشارلز أدولف فورتز Charles-Adolphe Wurtz عام 1859. والذي حضره من تفاعل 2-كلور الإيثانول مع قاعدة حسب المعادلة:
اكتسب هذا الاكتشاف أهمية في الحرب العالمية الأولى، وذلك لاستخدامه من أجل تحضير كل من إيثيلين غليكول الذي كان يستخدم للتبريد، وغاز الخردل الذي كان يستخدم كسلاح كيميائي.
في عام 1931 تمكن عالم فرنسي آخر وهو ثيودور ليفورت Theodore Lefort من اكتشاف طريقة أخرى لتحضير أكسيد الإيثيلين وذلك بأكسدة الإيثيلين بالأكسجين باستخدام حفاز من الفضة. ومنذ عام 1941 فإن الطريقة الأخيرة هي التي كانت معتمدة لتحضير أكسيد الإيثيلين صناعياً.

## اقرأ أيضاً
- أكسيرين
- ديوكسيران
- أكسيتان
- أكسيتين
- ثييران